# مارينا كيلر
مارينا كيلر (23 فبراير 1984 بريكترسفيل في سويسرا - ) هي لاعبة كرة قدم سويسرية في مركز الدفاع. شاركت مع منتخب سويسرا لكرة القدم للسيدات. أما مع النوادي، فقد لعبت مع Levante UD Femenino ‏ وCE Sant Gabriel ‏ ونادي غراسهوبر زيوريخ ‏ وFC Zürich Frauen ‏.

## وصلات خارجية
- مارينا كيلر على موقع الاتحاد الأوربي (الإنجليزية)
- مارينا كيلر على موقع قاعدة بيانات كرة القدم.إي يو (الإنجليزية)
- مارينا كيلر على موقع Soccerway.com (الإنجليزية)